# Byens Stolthed
Byens Stolthed is een komedie in vijf akten van Gustav Wied. Het stuk ging op 26 december 1904 in première in het Nationaltheatret in Oslo. Er kwamen nog veertien vervolgvoorstellingen terwijl het werk toen ook al in Denemarken te zien was. Byens Stolthed is Deens voor Trots van de stad. 

## Johan Halvorsen
De voorstellingen in Oslo gingen gepaard met muziek van Johann Strauss jr. (waaronder Wein, Weib und Gesang), John Philip Sousa (Liberty Bell March) en Louis Ganne (De tsarina, een mazurka). Halvorsen dirigeerde het theaterorkest in bovengenoemde werken, maar ook in een klein stukje muziek van hemzelf, dat alleen in manuscript bewaard is gebleven.   